# Англо-бутанська війна
Англійсько-бутанська війна, також знана як Дуарська війна (англ. Duar War) — військовий конфлікт між Бутаном і Великою Британією в 1864–1865 роках.

## Передісторія
Після того, як англійці окупували Асам і зробили його частиною Британської Індії, почалися прикордонні суперечки з Бутаном, який відділяла від Асама територія, знана як «Дуари» («двері, ворота») — ряд областей, через які проходять гірські проходи до річки Брахмапутра, контроль над якими мав стратегічне значення.
У 1862 році з Британської Індії в Бутан вирушила місія, якою керував Ешлі Еденом. Офіційним завданням місії було вирішення прикордонної суперечки з Бутаном, неофіційним — з'ясування реальної військової сили Бутану. Проте в Бутані в цей час йшла громадянська війна, в якій протистояли один одному пенлопи Тонгса і Паро, і бутанський двір відмовився прийняти місію, яка була відкладена до 1863 року.
У серпні 1863 року місія вирушила до Бутану з Калькутти, маючи з собою чернетку договору про основи взаємовідносин між Бутаном і Британською Індією. Унаслідок політичного хаосу в Бутані, Ешлі отримував декілька попереджувальних повідомлень, що його візит небажаний, проте він все одно попрямував в Пунакху через Хаа і Паро.
У Пунакху його прийняли непривітно, піддавали знущанням, пенлоп бив по обличчю і смикав за волосся, бутанці зайняли непримиренну позицію, і відмовилися погодитися на англійські умови. Щобільше, Тонгса-пенлоп погрозами змусив англійського посла підписати бутанський варіант договору, в якому закріплювалося бутанське право на дуари. Побоюючись за своє життя, Еден підписав договір, зробивши приписку «під тиском» (користуючись тим, що ніхто з бутанців не вмів читати по-англійськи), а повернувшись до Індії оголосив договір недійсним, і зажадав тимчасової окупації країни та руйнування всіх бутанських дзонгів, чи тимчасової окупації асамських і бенгальських дуарів.

## Хід війни
Англійці зібрали війська з Асама, Бенгала і Куч-Біхара, і розділили їх на дві групи та чотири колони; командування східною групою прийняв генерал Дансфорд, західної — генерал Малкестер. Крайня східна колона рушила з Ґувахаті до Деотхангу, центрально-східна — з Ґоалпара до Бішеншінгу, центрально-західна вийшла на Пхунчолінг, крайня західна вийшла з Джалпаіґурі на Чумурчі. 12 листопада 1864 року Британська Індія оголосила війну Бутану.
2 грудня східна група перетнула Брахмапутру, 10 грудня англійські війська взяли Девангірі, після чого Британська Індія анексувала бенгальські й асамскі дуари.
16 грудня шабдрунг видав прокламацію, в якій звинуватив Британію в неспровокованій агресії проти Бутану і закликав бутанців до опору англійцям. Скориставшись тим, що англійці вже відвели основні війська назад в Індію, залишивши лише гарнізони, бутанці несподіваною атакою взяли Девангірі 29 січня 1865 року; проходи на заході були захоплені 25-27 січня. Під Чумурчі 5 тисяч осіб, якими командував особисто Тонгса-пенлоп, розгромили дві британські колони, в яких було 12 тисяч осіб, і захопили 6 гірських гармат (нині зберігаються в Національному музеї Бутану).
На початку березня 1865 року англійці зробили перестановки у вищому командному складі. Генерала Дансфорда змінив бригадний генерал Фрейзер Тайт'єр, а генерала Малкестера — бригадний генерал Томбс. У другій половині березня англійці вибили бутанців з основних опорних пунктів уздовж кордону, а 1 квітня британські війська атакували Девангірі. Багато бутанців, що обороняли Девангірі, загинули, 120 капітулювавших були страчені англійцями. З повторним взяттям Девангірі, війна закінчилася.

## Підсумки
11 листопада 1865 року в Сінчілі був підписаний мирний договір між Бутаном і Британською Індією. Відповідно до цього договору Бутан передавав англійцям дуари, а також території в Сіккіму і Куч-Біхарі. Між двома країнами укладалися угоди про торгівлю та видачу злочинців. За умовами договору британський уряд зобов'язався виплатити 35 тисяч рупій до 10 січня, 45 тисяч рупій до 15 січня наступного року, і по 50 тисяч рупій до 10 січня кожного наступного року.
Сінчіласький договір послужив основою для Індо-бутанського договору 1949 року. Статті Сінчіласького договору досі служить основою взаємовідносин між Бутаном та Індією.